# ハイランダー3/超戦士大決戦
『ハイランダー3/超戦士大決戦』（原題：Highlander III: The Sorcerer）は、1994年公開のカナダ・フランス・イギリス合作のアクション映画。シリーズ第3作目。
監督はラッセル・マルケイからアンドリュー・モラハンに交代、ショーン・コネリー扮するラミレスは登場しない。また、日本が舞台として登場する。

## あらすじ
16世紀の日本の霊山ニリ。ハイランダーのコナー・マクラウドは魔術師ナカノのもとで修行に励んでいたが、そこへ世界征服をたくらむ魔術師ケインとその一味が襲来。コナーが何とか逃れた後、洞窟が崩壊し、ケインは封じ込められる。
時は流れ、1994年のニューヨーク。コナーはラッセル・ナッシュと名乗り、養子ジョンと共にひっそりと暮らしていた。
その頃、日本では大企業がニリ付近に工場を建設した事でケインが復活、再びコナーを狙ってくる。

## キャスト
※括弧内は日本語吹替（BD&VHSに収録）
- コナー・マクラウド（英語版） - クリストファー・ランバート（谷口節）
- ケイン - マリオ・ヴァン・ピーブルズ（大友龍三郎）
- アレックス/サラ - デボラ・カーラ・アンガー（水谷優子）
- ナカノ - マコ岩松（村松康雄）
- ジョン・マクラウド - ガブリエル・カコン（岩居由希子）